# Dimaryp Peak
Dimaryp Peak är en bergstopp i Antarktis. Den ligger i Västantarktis. Argentina, Chile och Storbritannien gör anspråk på området. Toppen på Dimaryp Peak är 500 meter över havet.
Terrängen runt Dimaryp Peak är kuperad. En vik av havet är nära Dimaryp Peak åt nordost. Trakten är glest befolkad. Närmaste befolkade plats är Esperanza Base, 4,1 kilometer nordost om Dimaryp Peak.